# Parc national du Loch Lomond et des Trossachs
Le parc national du Loch Lomond et des Trossachs (anglais : Loch Lomond and The Trossachs National Park, gaélique écossais : Pàirc Nàiseanta Loch Laomainn agus nan Tròsaichean) est un parc national d’Écosse. Centré sur le loch Lomond, il comprend plusieurs massifs montagneux, dont le plus célèbre est le massif des Trossachs. C'est le premier de deux parcs nationaux créés en Écosse par le parlement écossais en 2002. Le second parc national est le parc national de Cairngorms.

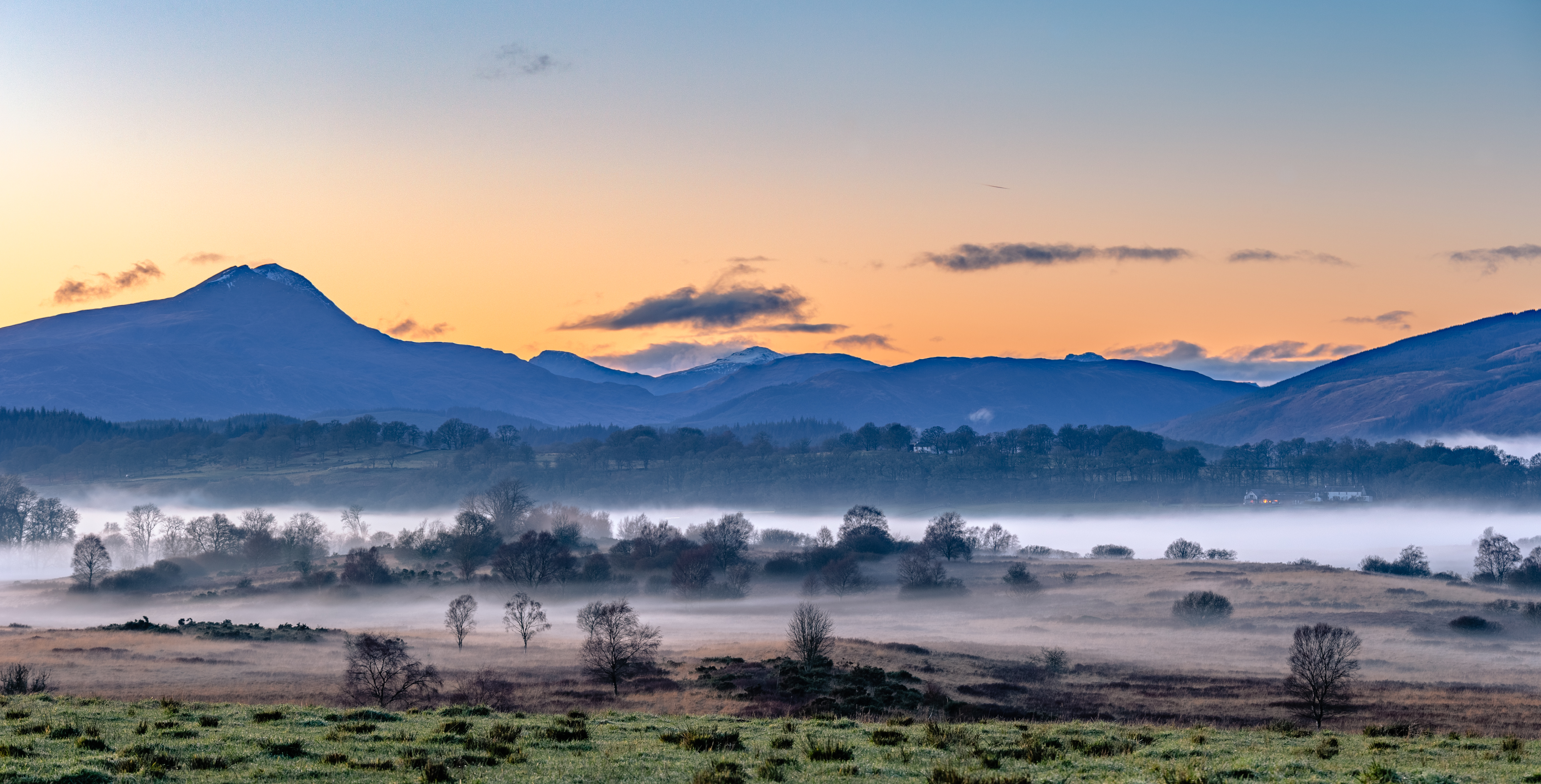
Coucher de soleil sur le parc national. À l'horizon le Ben Lomond.

C'est le quatrième plus grand parc national de Grande-Bretagne, avec une superficie de 1865 km² et une circonférence de 350 km. Le parc comporte 21 munros (dont le Ben Lomond, le Ben Lui, le Beinn Challuim et le Ben More), 20 sommets des Corbetts, deux parcs forestiers et 57 sites spéciaux de conservation de la nature.

## Écologie
Le parc national s’étend sur une grande partie de la partie ouest des Highlands du sud, située au nord de l’agglomération de Glasgow. Le parc est centré sur le loch Lomond, le plus grand lac de Grande-Bretagne avec une superficie de 71 km2.
Plus de 200 espèces d’oiseaux et plus de 25 % de toutes les espèces de plantes connues en Grande-Bretagne ont été enregistrées dans le parc national. Le parc abrite bon nombre des espèces les plus associées aux Highlands écossais, notamment le grand tétras, le cerf rouge, l’écureuil roux, le chat sauvage écossais, l’aigle royal, le faucon pèlerin, le tétras-lyre, la buse, les oies et le balbuzard pêcheur. Les castors sont également présents dans le parc, on suppose qu'ils s’y sont répandus à partir de la population existante sur la rivière Tay. Une colonie de wallabies vit sur Inchconnachan, une île du Loch Lomond, depuis 1940.
De nombreux habitats différents sont présents dans le parc, dont de grandes zones boisées, qui couvrent environ 30 % du parc. Environ 22,5 % sont couverts par des plantations commerciales de conifères, tandis que les forêts indigènes couvrent 7,5 %. Les forêts indigènes du parc comprennent des zones de chênes de l’Atlantique, des pinèdes calédoniennes et des zones de forêts humides. Plus en altitude, il y a d’importants habitats de hautes terres tels que les landes, les tourbières de couverture et les broussailles de saules. Le parc compte 22 grands lochs et 50 rivières, ainsi que de nombreux lochs, lochans et ruisseaux plus petits. Ces eaux abritent des espèces de poissons telles que le saumon, la truite, l’omble chevalier, le corégone et les lamproies fluviales, de ruisseau et de mer.
Le parc comprend également 63 kilomètres de côtes autour de trois lochs de mer : Loch Long, Loch Goil et le Holy Loch. Ce littoral se compose de nombreux rivages rocheux, de falaises et de zones de marais salants et de vasières. L’habitat côtier est riche en invertébrés marins et abrite une gamme d’échassiers et d’oiseaux de mer. La faune marine comme les phoques communs et les marsouins se trouve plus loin au large.

## Tourisme
Le parc national du Loch Lomond et des Trossachs se trouve à proximité de la ceinture centrale fortement peuplée d’Écosse, et la région est depuis longtemps populaire auprès des visiteurs. Les principales attractions sont l’observation des paysages et de la faune, la marche, l’escalade, les sports nautiques et d’autres activités de plein air. En 2017, il y a eu 2,9 millions de visites au parc, dont 2,1 millions de visites d’un jour et 783 000 ont été effectuées par des visiteurs passant la nuit dans le parc.
Au recensement de 2011, la population habitant dans le parc national était de 15 168 habitants.

## Galerie

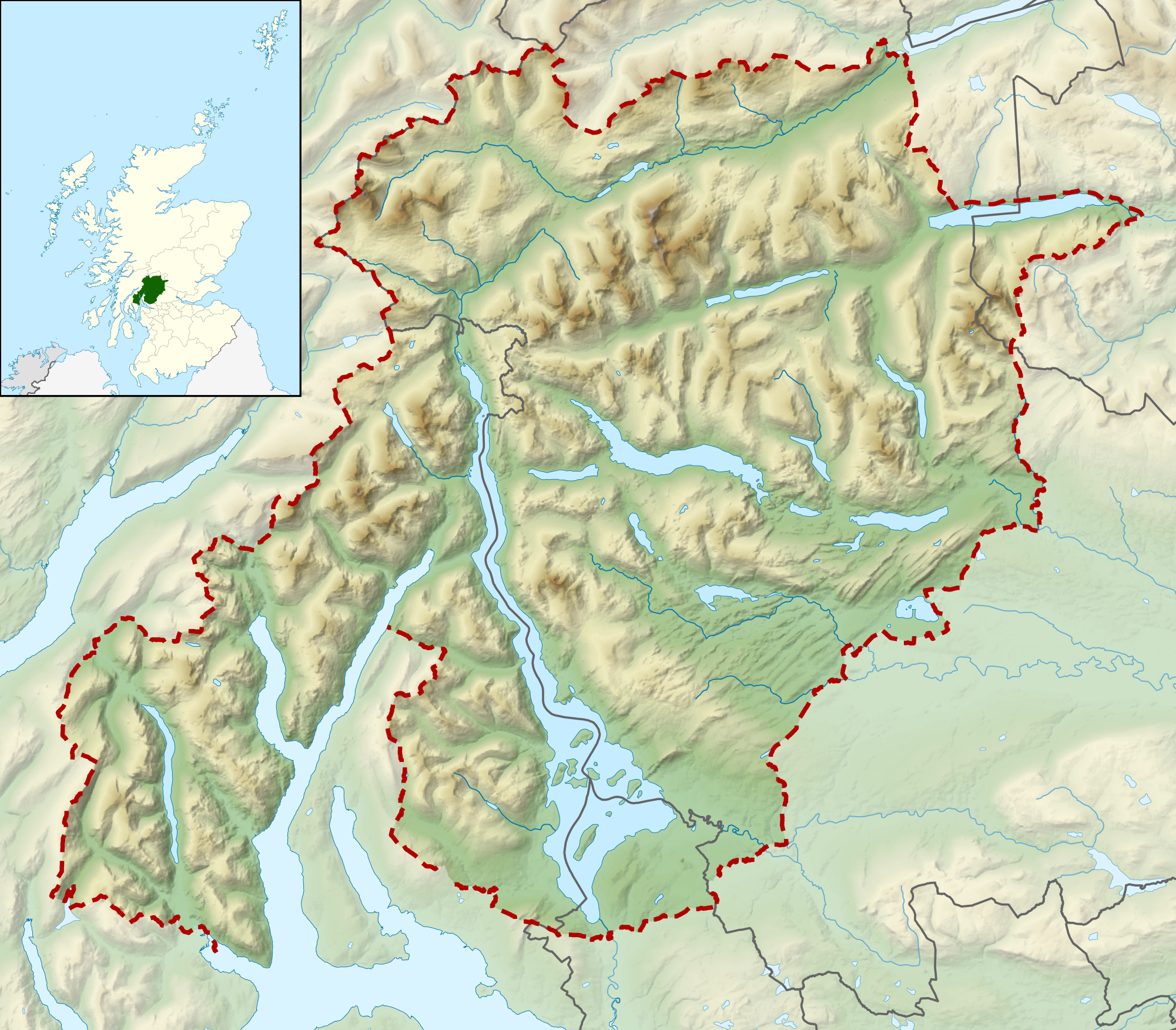
Carte du parc.
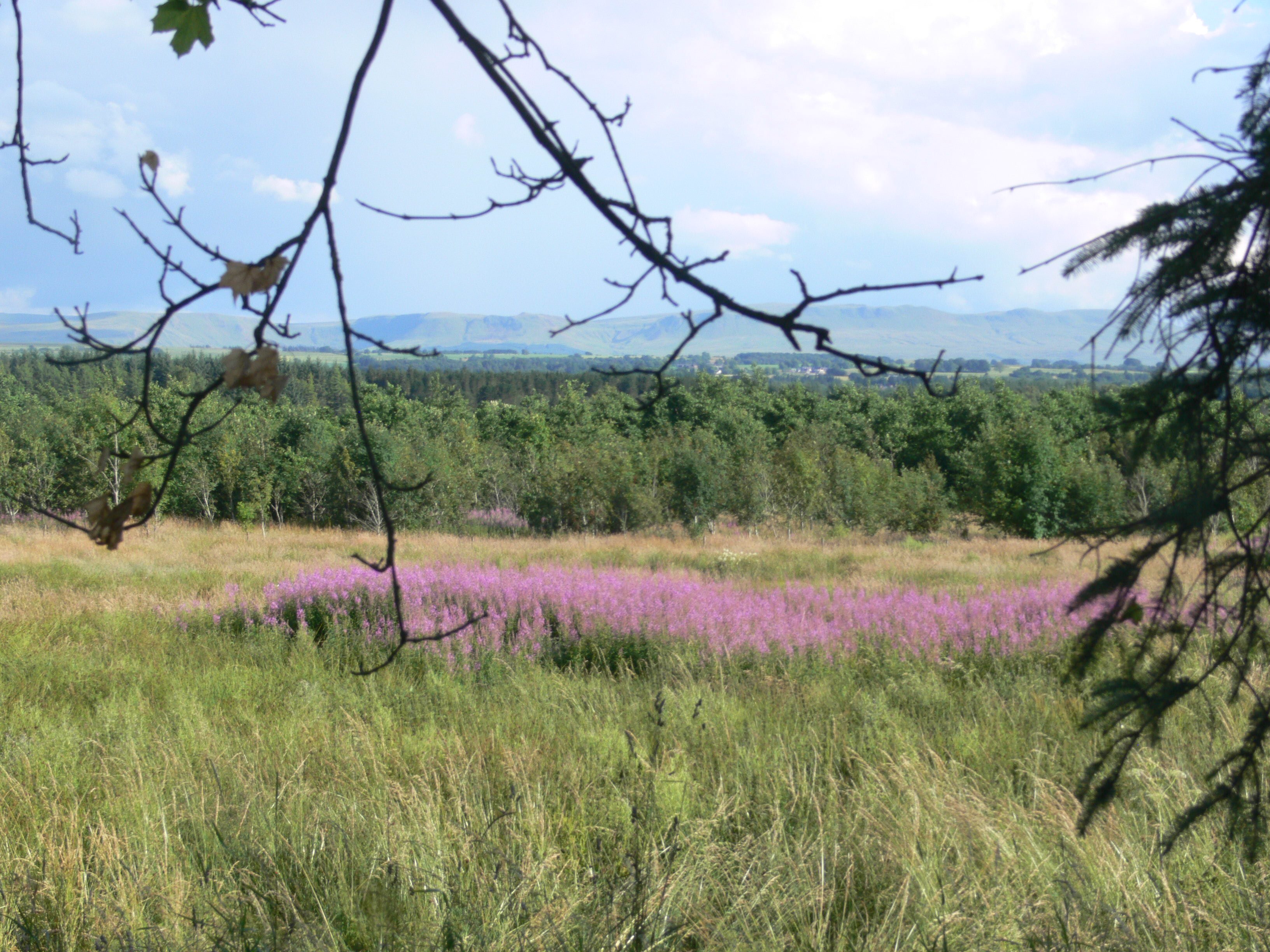
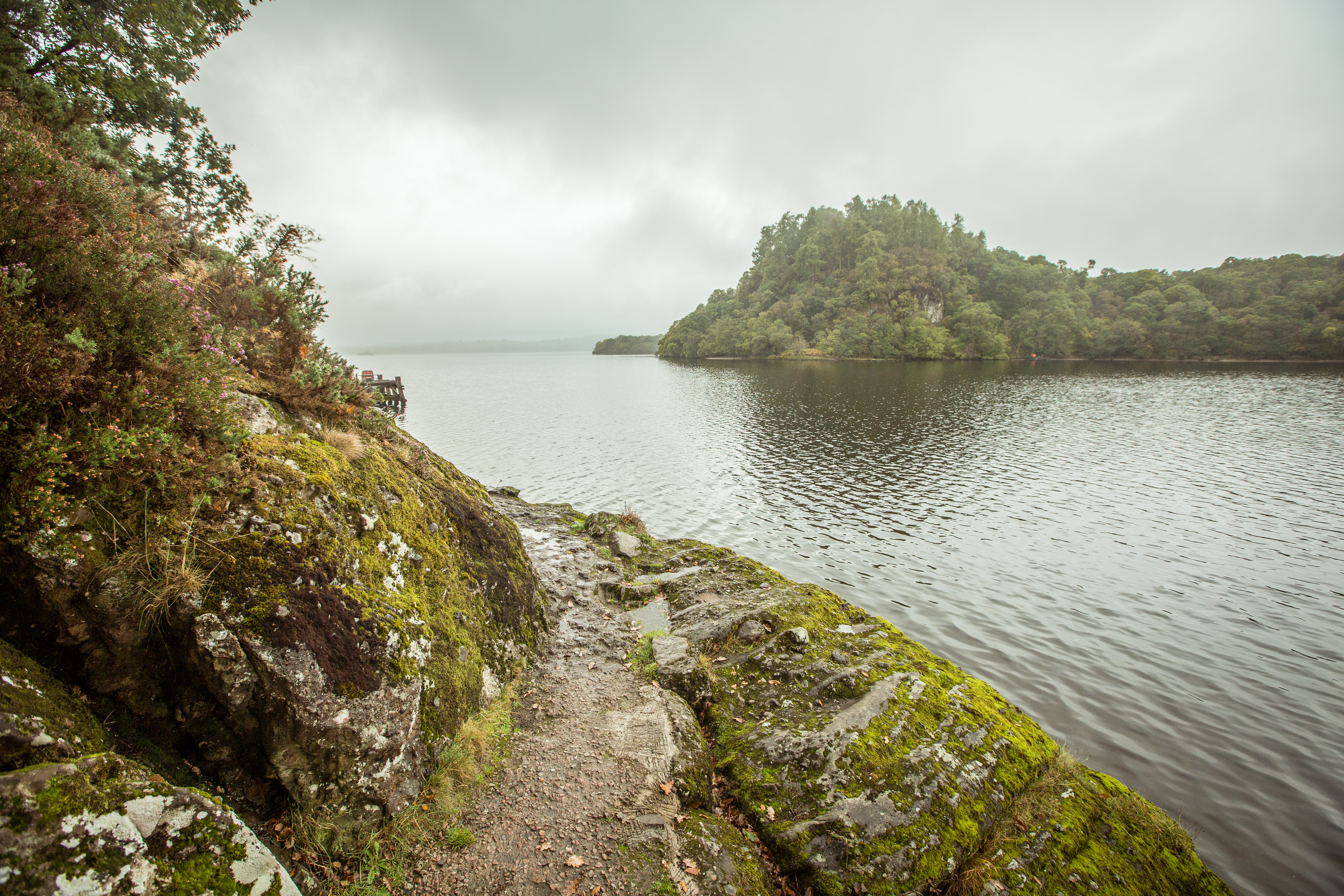
Loch Lomond.
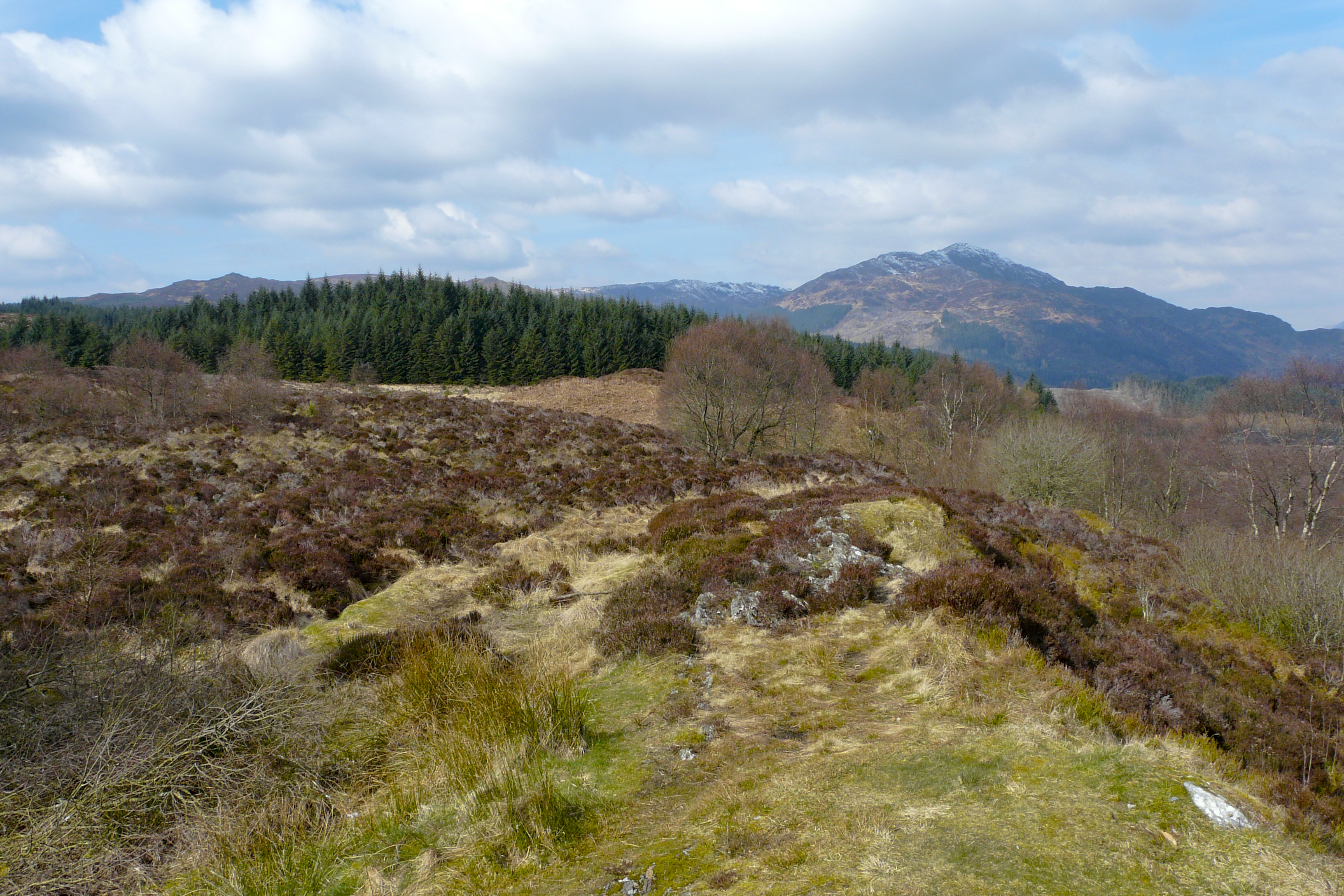
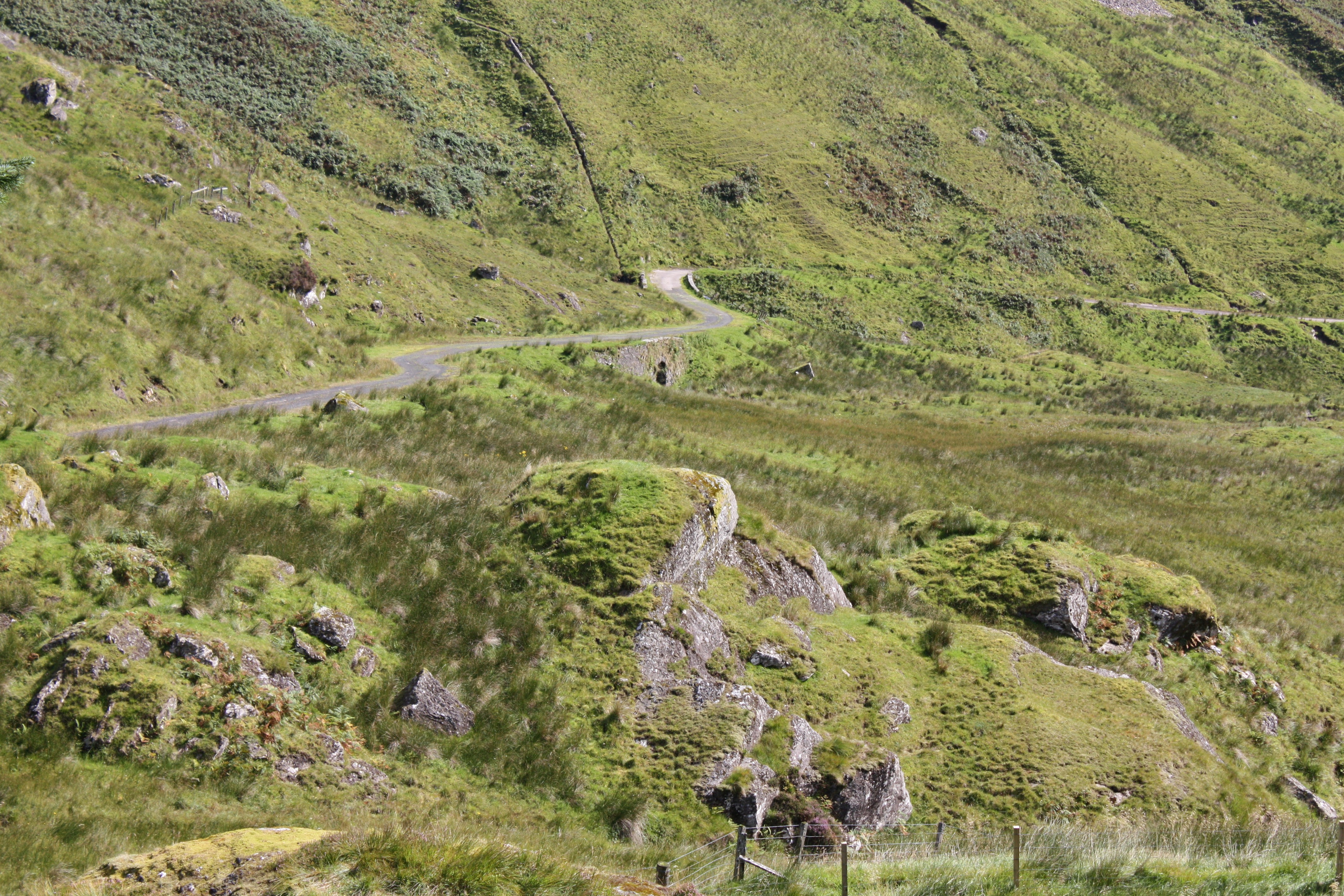
Parc forestier d'Argyll.
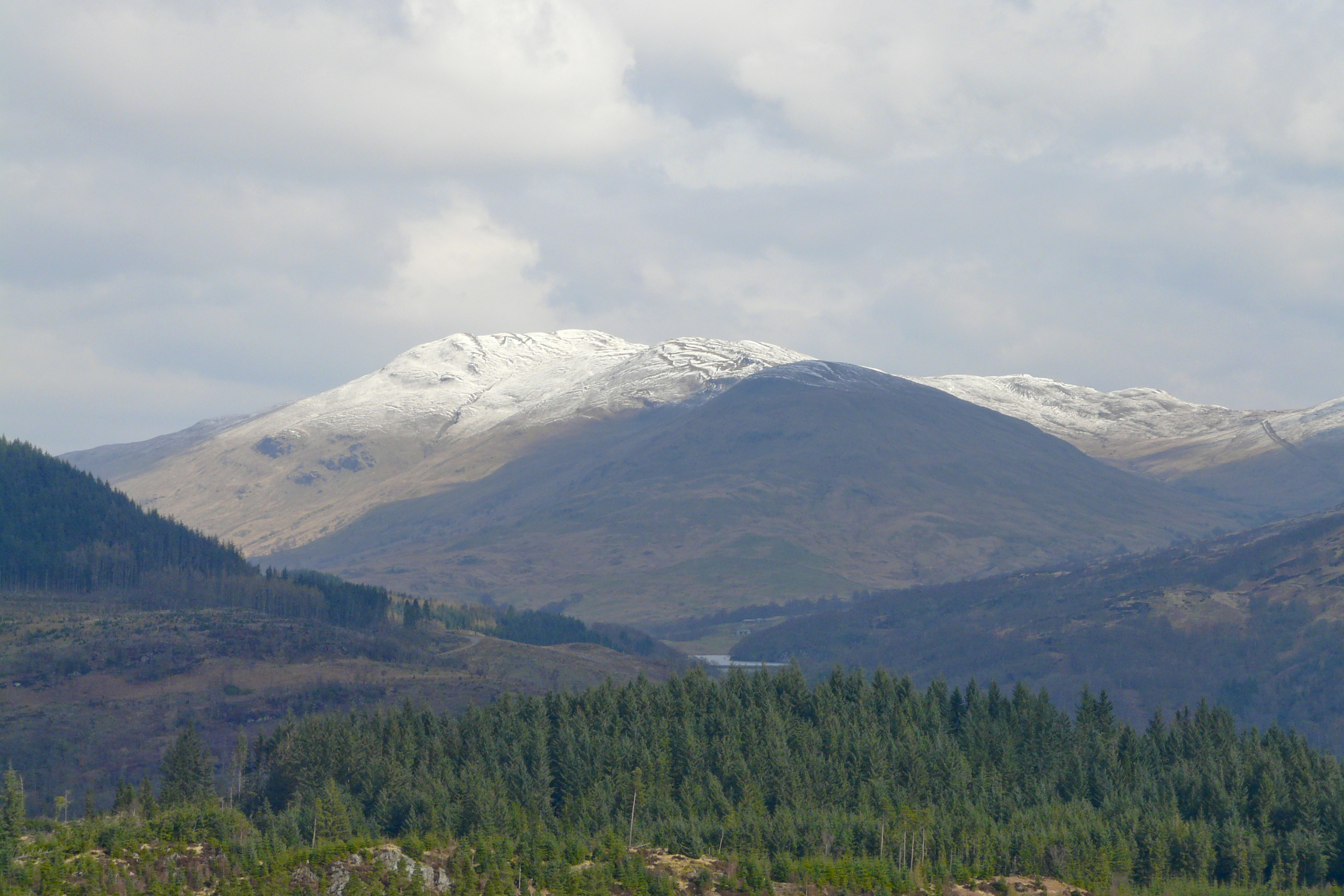
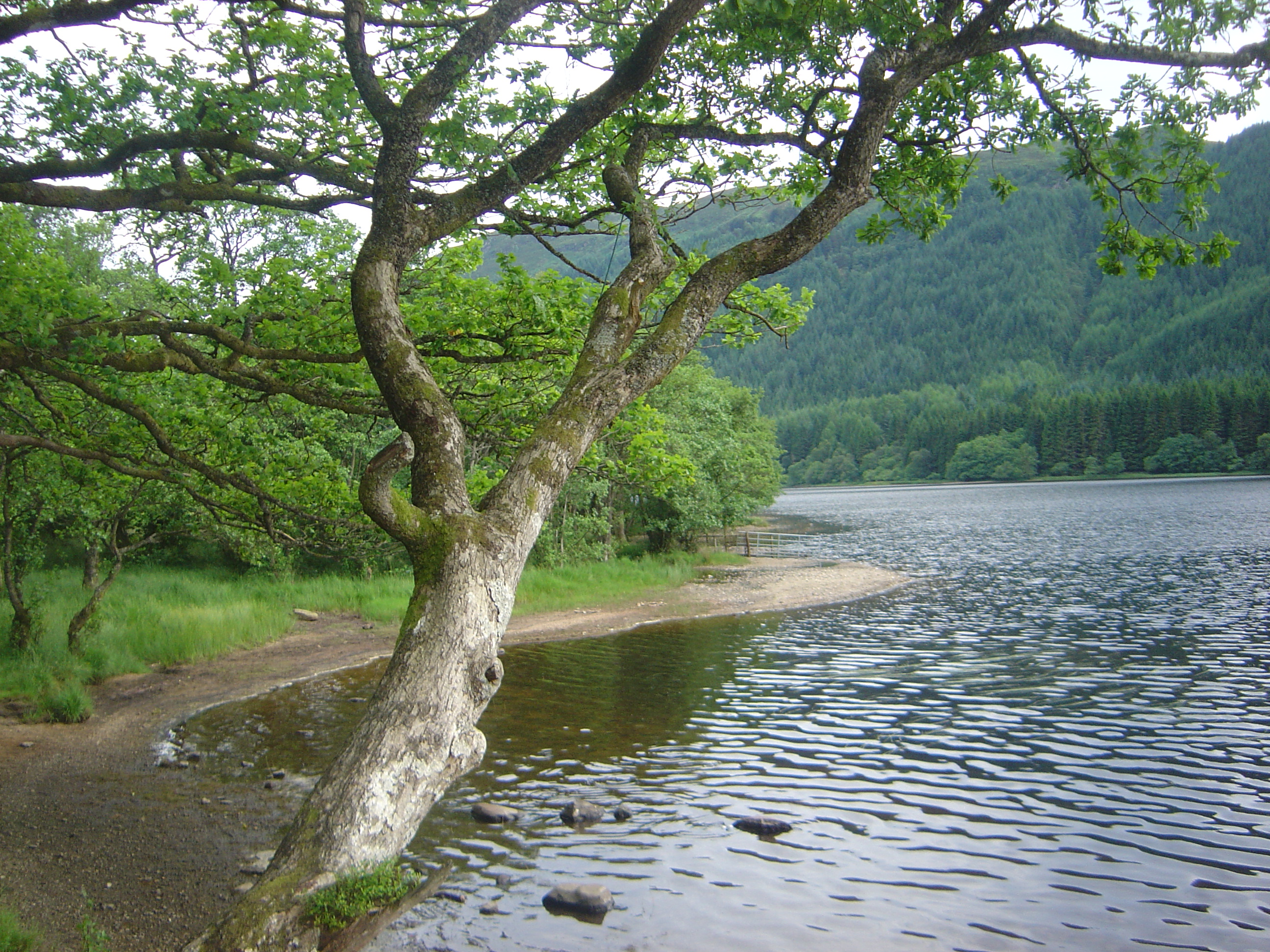
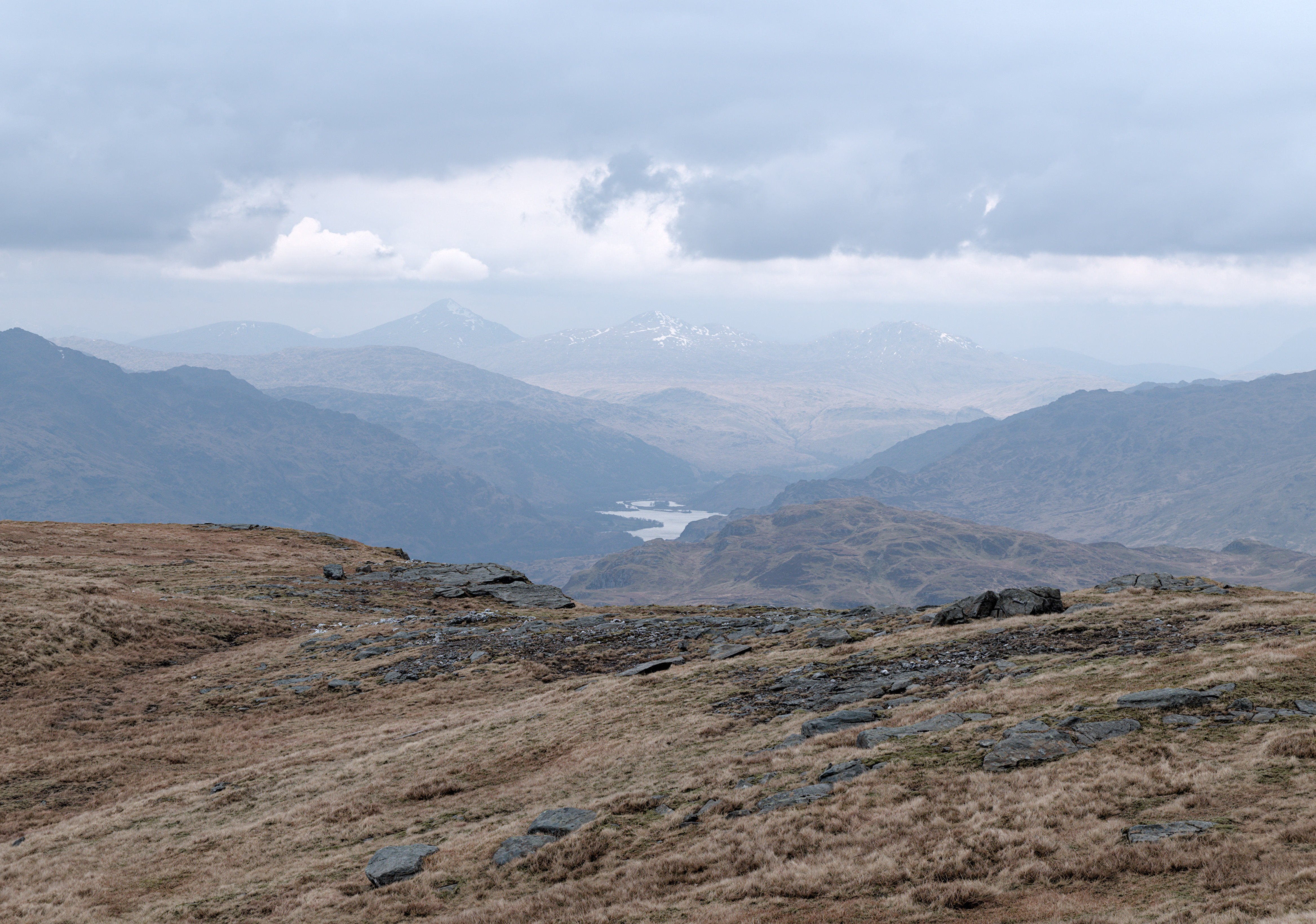